# Parlamentswahl in Togo 2002
Die vorgezogene Parlamentswahl in Togo 2002 fand am 27. Oktober 2002 statt. Die Wahlen waren nach den vorherigen Parlamentswahlen 1999, die durch die meisten Oppositionsparteien boykottiert worden waren, auf internationalen Druck und Proteste der Opposition zustande gekommen. Auch an diesen Parlamentswahlen nahmen die größten Oppositionsparteien nicht teil.

## Ausgangslage
Durch den Boykott der letzten Parlamentswahlen durch die Opposition wurde das togoische Parlament nach der Wahl von 1999 durch die Partei Rassemblement du peuple togolais (RPT) des Präsidenten Gnassingbé Eyadéma mit 79 der 81 Sitze dominiert. Seitdem versuchten Internationale Organisationen sowie die Europäische Union zwischen der Regierungspartei RPT und den Oppositionsparteien zu vermitteln. In dem so erreichten Rahmenabkommen von Lomé (französisch Accord-Cadre de Lomé (ACL)) wurde die Einsetzung einer unabhängigen nationalen Wahlkommission, der CENI (französisch commission électorale nationale indépendante), und die Vorbereitung baldiger Neuwahlen beschlossen. Die Regierungspartei schob diese Neuwahlen hinaus. Durch Änderungen der Wahlgesetze, die die Wahl von nicht dauerhaft in Togo wohnhaften Politikern ausschloss, kam es zu neuen Unstimmigkeiten, die Wahlkommission CENI wurde durch ein Gremium bestehend aus 7 Richtern ersetzt, was auf internationalen Protest stieß. Die Beschränkungen durch das neue Gesetz und die Inhaftierung des Vorsitzenden der bedeutendsten Oppositionspartei Yawovi Agboyibo (Präsident der Partei Comité d’Action pour le Renouveau, CAR) von September 2001 bis April 2002 veranlasste die Opposition, den angestrebten Vorzug der Parlamentswahlen zu behindern. Der Ende Juni aus dem Amt entlassene Ministerpräsident Agbéyomé Kodjo kritisierte die Regierung Eyadémas scharf, seine Kritik richtet sich auch gegen eine vorbereitete Verfassungsänderung, die eine weitere Amtszeit Eyadémas als Präsident legitimieren würde. Sein Nachfolger Koffi Sama wurde mit der Durchführung der Neuwahlen betraut. Der Wahltermin wurde am 19. September angekündigt. Die bedeutendsten Oppositionsparteien boykottierten die Wahlen aufgrund der vorangegangenen Ereignisse, nur kleinere Oppositionsparteien traten zur Wahl an. So zum Beispiel die RSDD von Harry Olympio, der ein Jahr zuvor als Menschenrechtsminister unter Eyadéma in Ungnade gefallen und inhaftiert, nach einem Gnadengesuch aber wieder frei gelassen worden war.

## Ergebnisse der Wahl
Praktisch ohne nennenswerte Konkurrenz angetreten wurde die RPT von Präsident Eyadémas stärkste Partei, von den 81 Parlamentsitzen erhielt sie 72. Die RSDD als stärkste Oppositionspartei erreichte 3 Sitze.
| Parteien                                                                 | Sitze |
| ------------------------------------------------------------------------ | ----- |
| Rassemblement du peuple togolais (RPT)                                   | 72    |
| Rassemblement pour le soutien à la démocratie et au développement (RSDD) | 3     |
| Union pour la Démocratie et le Progrès Social (Togo) (UDPS)              | 2     |
| Mouvement de la jeunesse togolaise (Juvento)                             | 2     |
| Mouvement des croyants pour l’égalité et la paix (MOCEP)                 | 1     |
| unabhängige Kandidaten                                                   | 1     |

Die Wahlbeteiligung war Niedrig, während die offiziellen Zahlen auf 67 % der 2,9 Millionen registrierten Wähler lauten gehen die Oppositionsparteien von ungefähr 10 % aus. Die EU und andere international anerkannte Organisationen (z. B. die Internationale Organisation der Frankophonie) hatten ihre Wahlhilfe zurückgezogen und keine Wahlbeobachter entsandt. Das togoische Verfassungsgericht bestätigte die Wahl am 12. November, die Vereinigten Staaten sowie die Europäische Union erkannten das Wahlergebnis nicht an. Die EU, mit Ausnahme Frankreichs, setzten die seit 1993 abgebrochenen Programme zur Entwicklungshilfe weiter aus.

## Neue Regierung
Eyadéma besetzte Anfang Dezember 2002 eine neue Regierung unter dem wieder ernannten Premierminister Koffi Sama. Das Kabinett wurde auf 21 Ministerposten aufgestockt, viele alte Minister in den wichtigen Ministerien wurden gegen neue Gesichter ausgetauscht. Der langjährige Außenminister Koffi Panou wurde gegen den ehemaligen UN-Botschafter Togos Roland Kpotsra ersetzt, neuer Innenminister wurde Akila Esso Boko. Harry Olympio bekam als Minister für Parlamentsangelegenheiten einen unbedeutenden Ministerposten zugesprochen, den er Mitte 2003 wieder abgeben musste. In der Folge der Präsidentschaftswahl 2003, die Eyadéma als Präsidenten bestätigte, wurde eine neue Regierung gebildet, die als Regierung der nationalen Einheit mehr Oppositionsparteien berücksichtigen sollte. Infolge der Umbesetzungen einiger Ministerposten erhielt der Präsidentensohn Faure Gnassingbé sein erstes hohes politisches Amt als Minister für öffentliche Einrichtungen, Bergbau, Post und Telekommunikation.
| Position                                                                      | ab Dezember 2002       | ab Juli 2003              |
| ----------------------------------------------------------------------------- | ---------------------- | ------------------------- |
| Premierminister                                                               | Koffi Sama             | Koffi Sama                |
| Minister des Auswärtigen                                                      | Roland Kpotsra         | Kokou Tozoun              |
| Minister für Inneres, Sicherheit und Dezentralisierung                        | Major Akila Esso Boko  | Major Akila Esso Boko     |
| Minister für Finanzen, Wirtschaft und Privatisierung                          | Ayawovi Tignonkpa      | Débaba Bale               |
| Minister der Justiz                                                           | Katari Foli-Bazi       | Katari Foli-Bazi          |
| Minister für Verteidigung und Veteranen                                       | General Assani Tidjani | General Assani Tidjani    |
| Minister für Handel, Industrie, Transport und Entwicklung der Freihandelszone | Dama Dramani           | Tankpadja Lallee          |
| Minister für Energie und Wasserwirtschaft                                     | Dama Dramani           | Issufou Okoulou-Kantchati |
| Minister für Landwirtschaft, Viehzucht und Fischerei                          | Komikpine Bamenante    | Komikpine Bamenante       |
| Minister für Umwelt und Forstwirtschaft                                       | Rodolphe Osseyi        | General Zoumaro Gnofame   |
| Minister für Arbeit und öffentliche Verwaltung                                | Kokou Tozoun           | Rodolphe Osseyi           |
| Minister für öffentliche Einrichtungen, Bergbau, Post und Telekommunikation   | Tchamdja Andjo         | Faure Gnassingbé          |
| Minister für technische Entwicklung                                           | Maurille Agbobli       | Maurille Agbobli          |
| Minister für Bildung und Forschung                                            | Charles Agba           | (unbesetzt)               |
| Minister für Schul- und Hochschulwesen                                        | –                      | Komi Klassou              |
| Minister für Gesundheit                                                       | Suzanne Assouma        | Suzanne Assouma           |
| Minister für Soziales, Förderung der Frauen und Schutz der Kinder             | –                      | Sayo Boyoti               |
| Minister für Jugend und Sport                                                 | Komi Klassou           | Agouta Ouyenga            |
| Minister für Kultur                                                           | Komi Klassou           | Angèle Aguiah             |
| Minister zur Förderung der Demokratie und Rechtsstaatlichkeit                 | (unbesetzt)            | Roland Kpotsra            |
| Minister für Kommunikation und Civic Education                                | Pitang Tchalla         | Pitang Tchalla            |
| Minister für Parlamentsangelegenheiten                                        | Harry Olympio          | Mawutoe d’Almeida         |
| Minister für Stadtplanung                                                     | Dovi Kavégué           | Dovi Kavégué              |
| Minister für Tourismus, Erholung und Kultur                                   | Lallee Takpandja       | Ebina Mumbambi-Iloudjé    |